# Kreekrakdam
De Kreekrakdam werd aangelegd van 1861-1867 ten behoeve van de Spoorlijn Roosendaal - Vlissingen ofwel Zeeuwse lijn en verbond het eiland Zuid-Beveland daardoor met het vasteland van  Brabant.

## Voorgeschiedenis
Het Kreekrak lag tussen de oostelijke kant van Zuid-Beveland en het vasteland bij Woensdrecht. In de zestiende eeuw was het eiland veel groter, maar er verdwenen bij het ontstaan van het Verdronken Land van Zuid-Beveland - door de  Sint-Felixvloed en vooral de  Sint-Pontiaansvloed - grote stukken van het oostelijk deel in de golven. Daaronder waren delen van Bath en van de Heerlijkheid Hinkelenoord, gelegen tegen het hoge vasteland van Brabant. De namen van de slikken tussen Zeeland en Brabant, de Slik van Hinkelenoord en de Slik van Bath herinnerden aan deze periode. In de zeventiende eeuw was een deel van Hinkelenoord overigens alweer ingepolderd. In de negentiende eeuw werden deze polders bij Noord-Brabant ingedeeld omdat ze aan de Brabantse kant van het water lagen. De beide slikken waren gescheiden door een vaargeul, de Geule genaamd, waardoor de haven van Woensdrecht van uit de Honte bereikbaar was.

## De dam

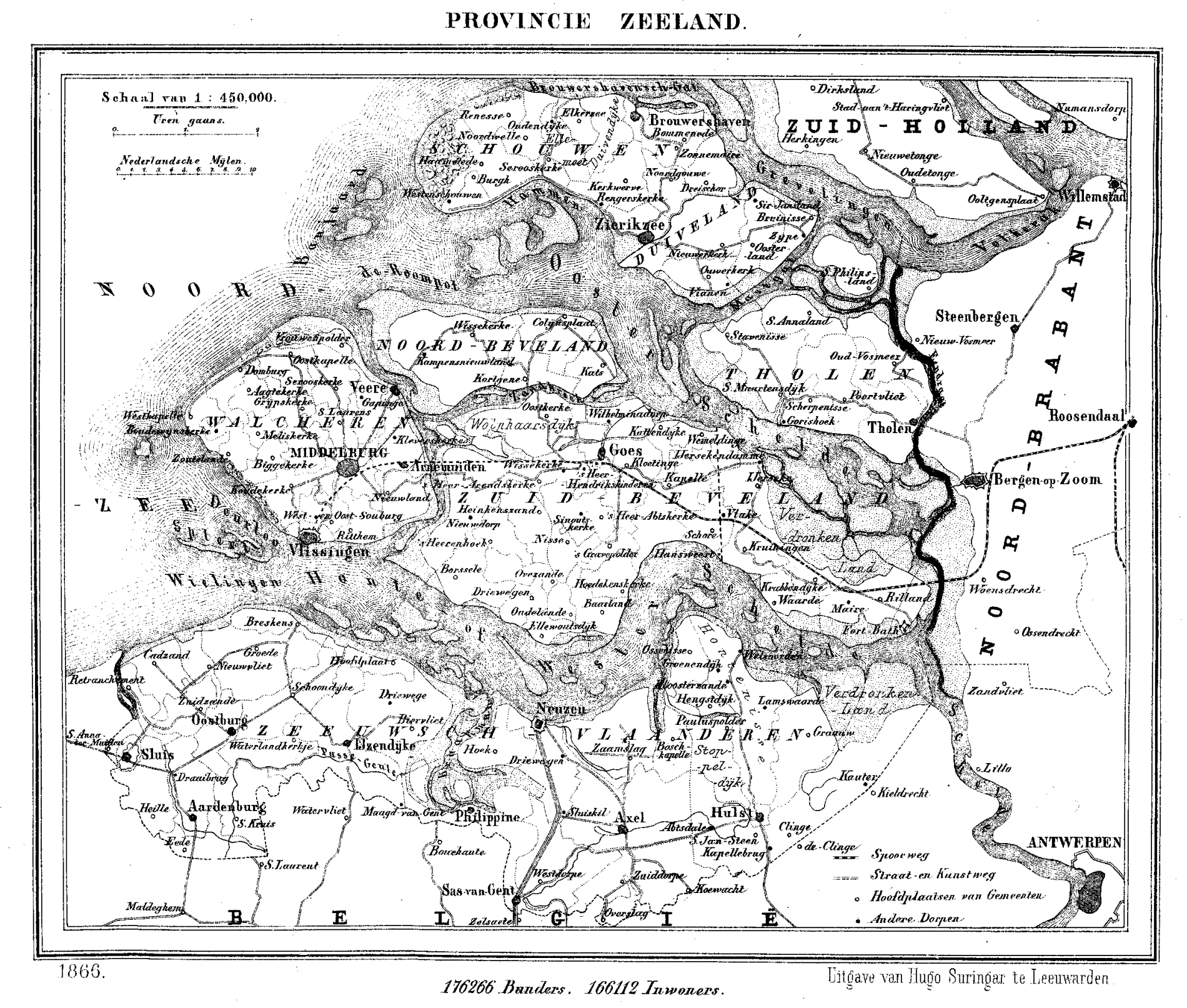
Kuypers Gemeente Atlas
Zeeland 1865-1870.
De spoorlijn tot Goes is klaar, die naar Vlissingen, dat pas in 1873 werd bereikt, staat nog gestippeld (evenals het kanaal door Zuid-Beveland, dat in 1866 geopend werd).
(bron:)

Al in 1810 waren er plannen om het Kreekrak (en het Sloe) af te dammen. Deze plannen werden gemaakt in opdracht van  Napoleon. Niet lang daarna verloor hij echter de macht in de Nederlanden, waarmee de plannen van de baan waren.
In 1840 waren er plannen om een spoorlijn vanuit Vlissingen in oostelijke richting aan te leggen. Hiervoor was het nodig om een verbinding door of over het Sloe en het Kreekrak te maken. Lange bruggen waren toen nog moeilijk uitvoerbaar en besloten werd om dammen aan te leggen. Het verkrijgen van toestemming voor de aanleg van deze lijn duurde tot 1860. Deze lange periode had een aantal oorzaken. Naast de angst voor concurrentie met de haven van Rotterdam, die goede verbindingen met het achterland had, speelde ook het  Verdrag van Londen een rol. Hierin was bepaald dat het pas onafhankelijk geworden België een vrije doorvaart moest hebben vanuit de haven van Antwerpen naar de Noordzee. Die was mogelijk over de Westerschelde, maar kleinere schepen konden door het weliswaar deels verzande, maar juist voor die schepen bevaarbare Kreekrak en Sloe naar noordelijk gelegen delen van Nederland varen zonder de zee op te hoeven, zij het alleen bij hoogwater. Bij laagwater waren de schepen gedwongen de langere route via het Sloe te nemen. In de tussentijd was de Spoorwegwet van 1860 aangenomen waarin het verboden werd de aanleg van spoorwegen te belemmeren. In 1863 werd het eerste traject van de Zeeuwse lijn in gebruik genomen, van Roosendaal naar Bergen op Zoom.
Het plan van de spoorwegbouwers behelsde aanvankelijk een dam met daarin een brug, met een lengte van 600 meter, maar de uitvoering met alleen een dam was technisch beter uitvoerbaar. Het bezwaar van de Belgen werd ondervangen door de aanleg van het Kanaal door Zuid-Beveland, dat door de spoorlijn gekruist wordt door middel van een brug bij Vlake. De aanleg van Kreekrakdam kon beginnen en de dam werd geopend op 1 juni 1867, aanvankelijk met alleen een spoorlijn. De weg werd pas later aangelegd. Aan weerszijden van de dam werden later polders aangelegd.

## Trivia
- Door de afsluiting van het Kreekrak kon het vervuilde Scheldewater de Oosterschelde niet meer bereiken, hetgeen positieve gevolgen had voor de waterkwaliteit.
- De Kreekrakdam werd, na de aanvankelijke plannen hiertoe bij de aanleg, alsnog doorsneden door de aanleg van het Schelde-Rijnkanaal tussen 1967 en 1976.
- Bij de aanleg van de A58 werd de hoofdroute van en naar Zuid-Beveland en Walcheren verplaatst van de noordelijke naar de zuidelijke zijde van de spoorlijn. De N289 (langs de spoorweg, ten noorden ervan) heet nu Oude Rijksweg.
- Bij de sluizen ligt het Windpark Kreekraksluis.
- De Bathstelling liep over de Kreekrakdam in de richting Noord-Zuid. Deze verdedigingslinie werd op 15 mei 1940 verlaten toen het Nederlandse leger zich terugtrok op de westelijker gelegen Zanddijkstelling, tussen Hansweert en Yerseke, maar er bleven veel onontplofte explosieven achter. Aan het eind van de oorlog hadden de Duitsers hier een stelling, die op 25 oktober 1944 door het Canadese leger werd ingenomen.